# Dunes (hotel i kasyno)
Dunes – hotel i kasyno, położony w przeszłości przy bulwarze Las Vegas Strip w Paradise, w stanie Nevada, otwarty 23 maja 1955 roku. W 1993 roku Steve Wynn wykupił kompleks Dunes oraz podjął decyzję o jego wyburzeniu. Na jego terenie wybudowano hotel Bellagio.
Kompleks Dunes mieścił hotel, kasyno z teatrem rewiowym, inspirowane kulturą arabską, baseny, park oraz inne miejsca rekreacji. 
Teatr rewiowy przy kasynie znajdował się pod opieką impresario Frederica Apcara. Od 27 grudnia 1963 do 16 czerwca 1981 wystawiany był w nim revue show, Casino de Paris (nawiązujący do paryskiego kabaretu), którego pierwszymi vedettami były Line Renaud i Violetta Villas. Gościnnie występowali w m.in. Frank Sinatra, Eartha Kitt, Sammy Davis Jr. 